# مطار الأمير محمد بن عبد العزيز الدولي
مطار الأمير محمد بن عبد العزيز الدولي، (إياتا: MED، إيكاو: OEMA) هو مطار المدينة المنورة الرئيسي، ويبعد عنها حوالي 15 كم في الاتجاه الشمالي الشرقي، وتزداد أهميته باعتباره بوابة المسلمين الجوية للمسجد النبوي الشريف، وأحد منافذ وصول ومغادرة الحجاج والمعتمرين من الخارج، وتم إنشاء المطار في عام 1364هـ/1945م وكان في بداياته عبارة عن خيمتين ومكان ممهد فيه عدة ممرات جانبية ترابية تسمح بهبوط الطائرات الصغيرة كالداكوتا والبريستول، وقد بدأت الخطوط السعودية أولى خدماتها بالمطار حيث لم توجد آنذاك بطاقات الصعود للطائرة أو الحجز حيث كان الركاب يتجمعون في المطار ومن ثم يصعدون الطائرة مباشرة برفقة موظفي الخطوط، ومن ثم تطور المطار وزادت مساحته إلى 12000 متر مربع وأصبح يستقبل جميع الطائرات. بعد أن كان يستخدم كمطار داخلي في بداية إنشائه، واقتصرت الرحلات الدولية إليه في موسم الحج فقط من القاهرة، دمشق وإسطنبول، وأدت الزيادة الكبيرة في عدد رحلات مواسم الحج والعمرة إلى تحويله إلى مطار دولي عام 2006، في عام 2016، اختير المطار ضمن قائمة أفضل 100 مطار على مستوى العالم، وفقاً لمنظمة «سكاي تراكس» العالمية.وفي 17 أبريل 2024 حصل على جائزة المركز الأول كأفضل مطار إقليمي في الشرق الأوسط، وذلك خلال حفل توزيع جوائز سكاي تراكس العالمية للمطارات واحتل المرتبة الـ50 ضمن قائمة أفضل 100 مطار في العالم.

## الخطوط الجوية والوجهات

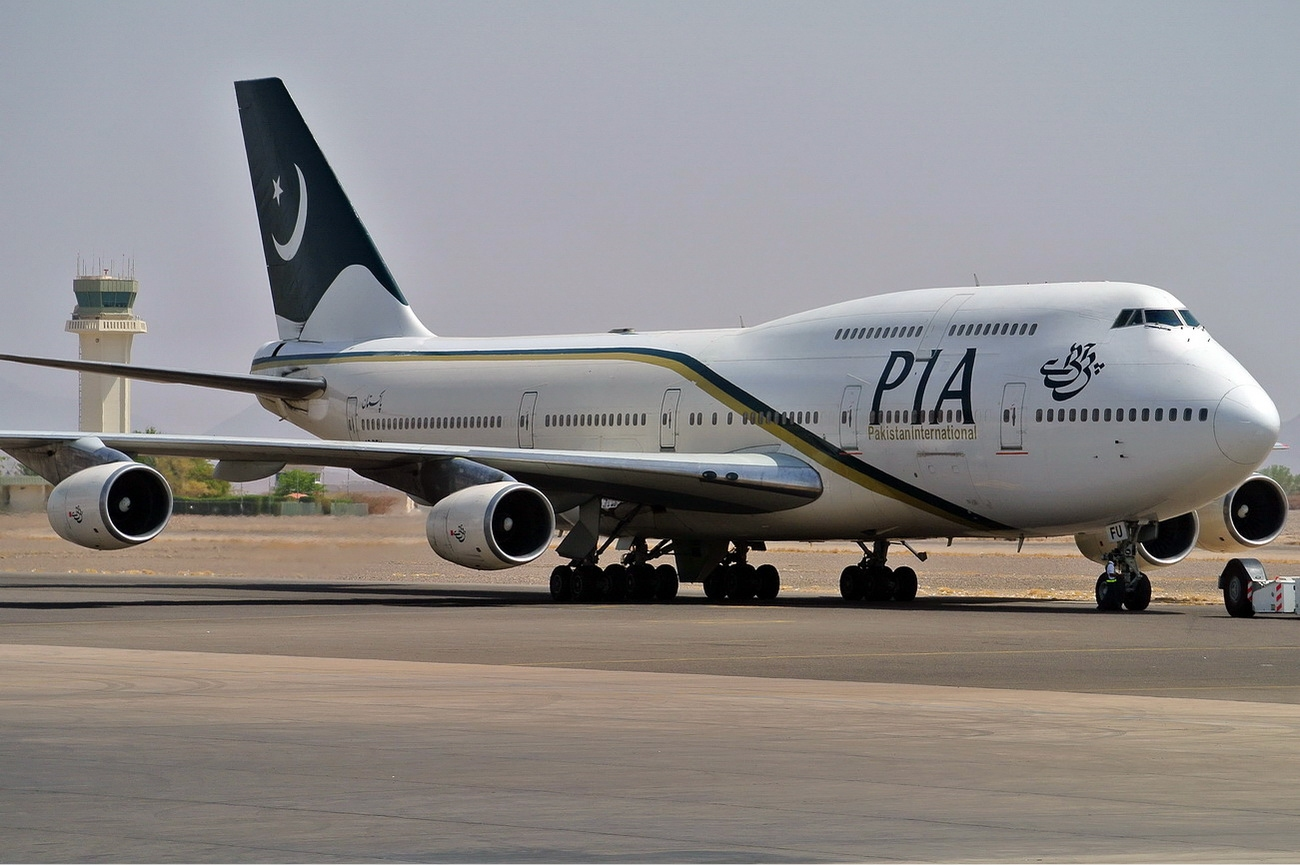
A الخطوط الجوية الدولية الباكستانية بوينغ 747.

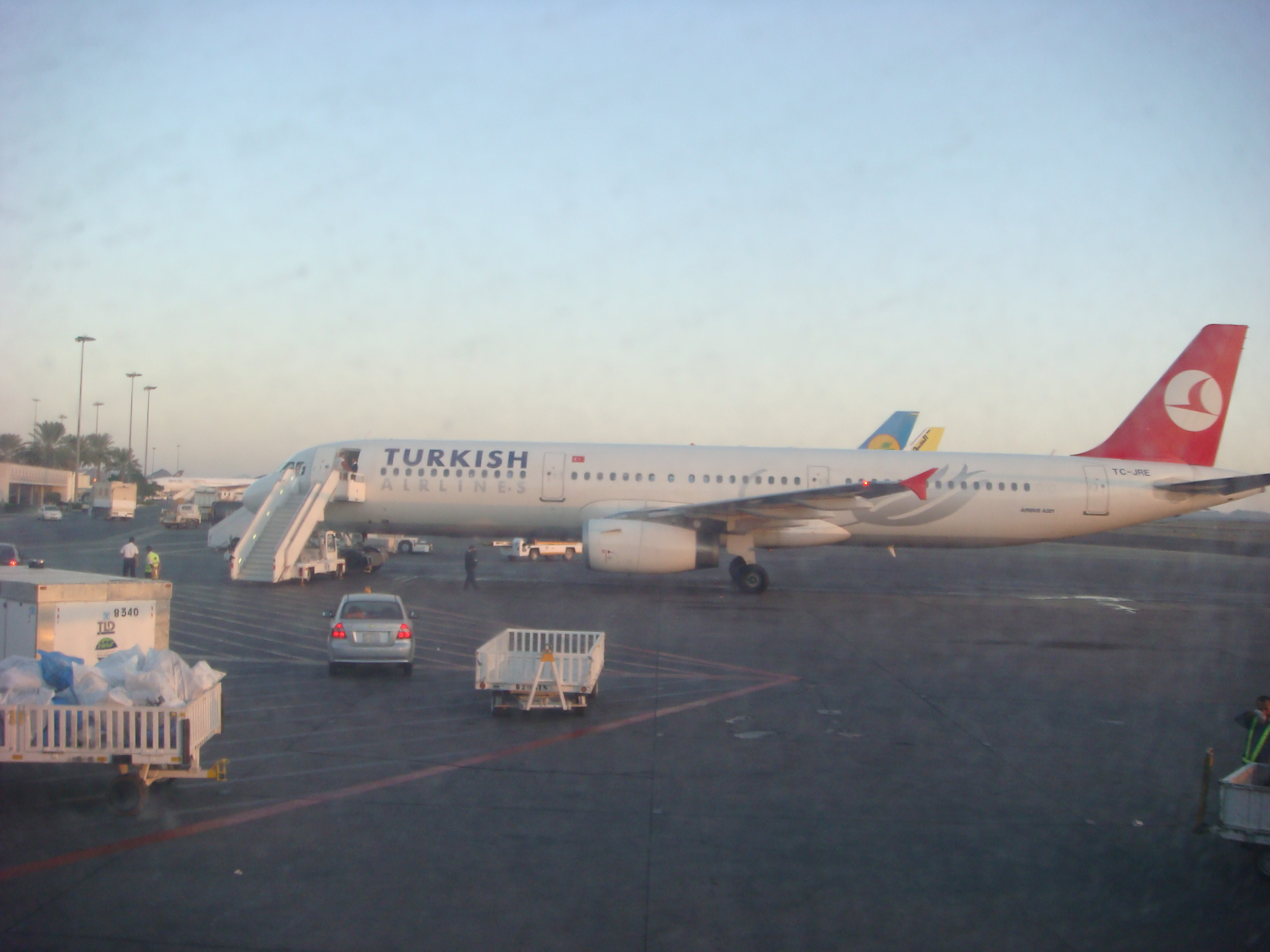
A الخطوط الجوية التركية إيرباص إيه 321 at the international arrivals area, during the 2008 الحج في الإسلام season.

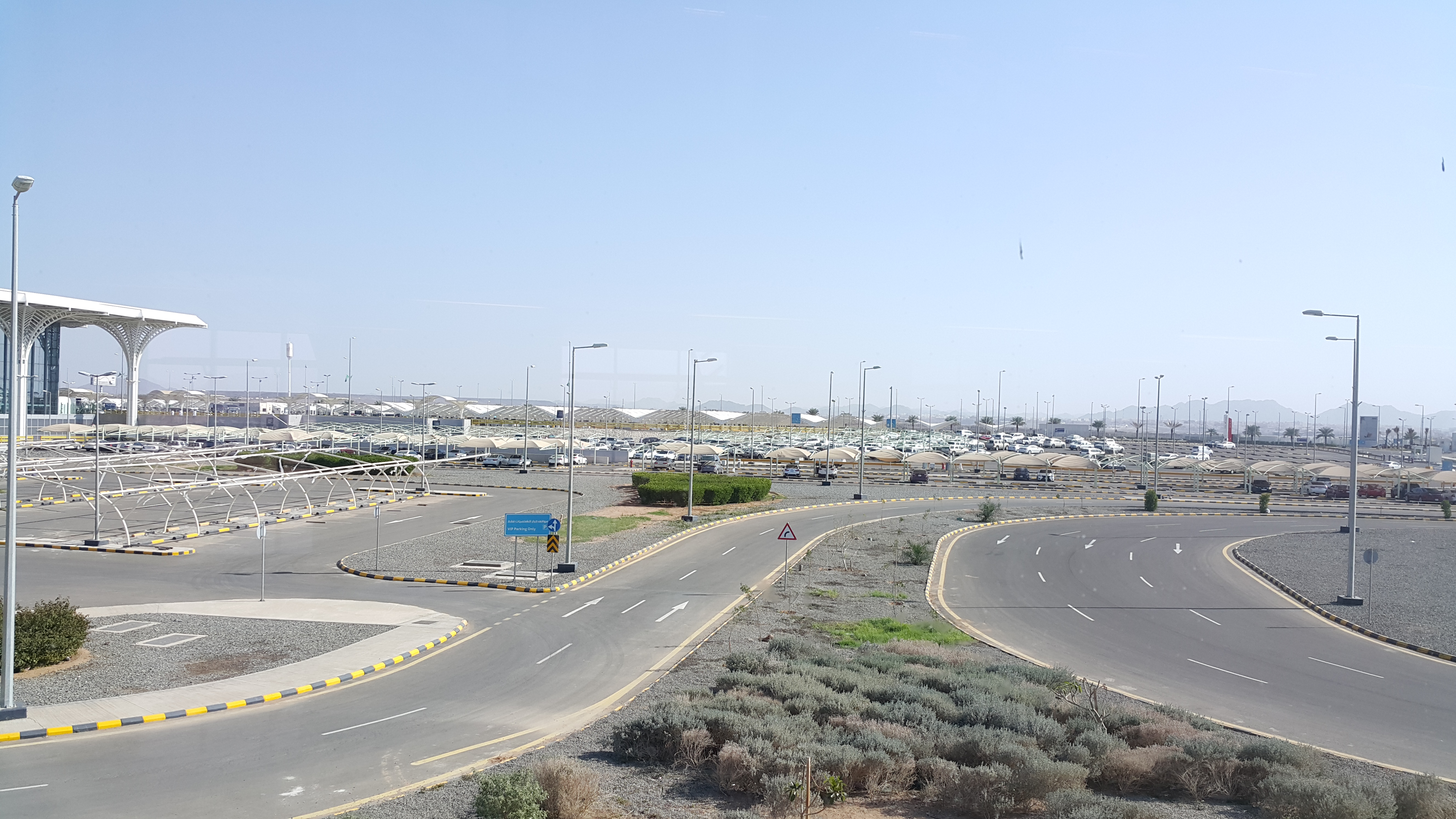
منطقة وقوف السيارات في المطار

### رحلات ركاب
| شركـات طيـران                     | الوجهات |
| --------------------------------- | --- |
| طيران أسيا (أكس)                  | عارض: كوالالمبور |
| العربية للطيران                   | الشارقة |
| العربية للطيران مصر               | عمان |
| إيربلو                            | إسلام آباد، لاهور، ملتان |
| طيران الصين                       | حج: بكين، لانتشو، Yinchuan |
| خطوط جنوب الصين الجوية            | حج: أورومتشي |
| مصر للطيران                       | الإسكندرية، القاهرة |
| طيران الإمارات                    | دبي |
| الاتحاد للطيران                   | أبوظبي |
| الخطوط الجوية الإثيوبية           | أديس أبابا |
| فلاي دبي                          | دبي |
| طيران ناس                         | الجزائر، دبي، إسطنبول، جدة، الخرطوم، الكويت، الرياض، الشارقة، الدمام، أبوظبي، تبوك، الدوحه، القاهرة |
| غارودا إندونيسيا                  | باندا آتشيه، جاكرتا، سورابايا حج: ميدان |
| طيران الخليج                      | البحرين |
| إيران للطيران                     | حج: أردبيل، بندر عباس، بوشهر، همدان، أصفهان، كرمان، كرمانشاه، ساری، طهران، أرومية، يزد ‏، زنجان |
| الخطوط الجوية العراقية            | حج: بغداد |
| الخطوط الجوية الكويتية            | الكويت |
| ليون إير                          | باندونغ1، بادنغ1، بيكانبارو1، سورابايا |
| الخطوط الجوية الماليزية           | كوالالمبور حج: ألور ستار، ترغكانو، بينانق |
| طيران الشرق الأوسط                | حج: بيروت |
| نسما للطيران                      | حائل |
| الطيران العماني                   | مسقط |
| الخطوط الجوية الدولية الباكستانية | فيصل آباد، إسلام آباد، كراتشي، لاهور، ملتان |
| الخطوط الجوية القطرية             | الدوحة |
| Qeshm Airlines                    | حج: طهران |
| الخطوط الملكية المغربية           | الدار البيضاء، جدة موسمي: أكادير، فاس، مراكش، وجدة، الرباط، طنجة |
| الصقر الملكي للطيران              | عمان |
| الملكية الأردنية                  | عمان |
| طيران السلام                      | مطار مسقط الدولي |
| الخطوط السعودية                   | أبها، أبوظبي، الجزائر، الإسكندرية، انقرة، بغداد، القاهرة، الدار البيضاء، الدمام، دكا، دبي، القصيم، إسطنبول، جاكرتا، جدة، كوالالمبور، كراتشي، الكويت، مانيلا، مسقط، سورابايا، نيوم، وهران موسمي: إزمير، ماكاسار، ميدان، ممباي حج: الأهواز، أكادير، دلهي، فاس، فرانكفورت، جنيف، الخرطوم، كلكتا، لندن، مراكش، مطار مالبينسا، مطار مشهد الدولي، نيويورك، مطار وجدة أنجاد، مطار الرباط سلا، روما، تبريز، طنجة، واشنطن العاصمة |
| شاهين للطيران                     | ملتان، كراتشي موسمي: فيصل آباد |
| الخطوط الجوية السودانية           | الخرطوم |
| الخطوط الجوية الدولية التايلاندية | حج: بانكوك |
| الخطوط التونسية                   | حج: تونس |
| الخطوط الجوية التركية             | إسطنبول حج: انقرة، أنطاليا، عنتاب، إزمير |
| United Airways                    | دكا |
| UTair Aviation                    | حج: ماغاس، محج قلعة، قازان |
| الخطوط الجوية الأوزبكستانية       | حج: طشقند |
| Wizz air                          | أبوظبي |
| فلاي أديل                         | الدمام، الرياض |
| الخطوط الجوية الجزائريه           | العين البيضاء، وهران |
| خطوط كوريندون الجويه              | ريزا، إسطنبول، أنقرة |
| الأناضول جت                       | إسطنبول |
| إير كايرو                         | أسيوط |
| طيران الجزيرة                     | مطار الكويت الدولي |

## مشروعات تطوير المطار
نظرا لزيادة عدد الرحلات وأعداد الحجاج الذين يستخدمون المطار، شـرعت الهيئة العامة للطيران المدني في إعداد الدراسات التطويرية للمطار، وستتم عمليات تطوير المطار على النحو التالي:

### المرحلة الأولى
تتضمن المرحلة الأولى من المشروع إنشاء صالة الحجاج الخارجية (الحج بلازا) وربطها بجسور تحميل للصالات الرئيسية للحجاج والمعمترين الدولية، وإنشاء مسجد كبير يتسع لأكثر من 1000 مصل، وإنشاء المباني المساندة الأخرى وكذلك إنشاء ساحة وقوف للطائرات لاستيعاب 27 موقف طائرة كبيرة ووسط وصغيرة بعيدة عن الصالات، وإنشاء 14 جسراً متحركاً للركاب وربطها بصالات السفر وإنشاء مدرج جديد مواز للمدرج الحالي وتوسعة المدرج 17/35 الحالي لاستيعاب الطائرات العملاقة، وإنشاء ممرات للطائرات، وإنشاء برج مراقبة جديد، وإنشاء مرافق استثمارية بالمطار وتوسعة الممرات والساحة الحالية وإنشاء الطريق الرئيسي الجديد للمطار وإنشاء السور الأمني للمطار.

### المرحلة الثانية

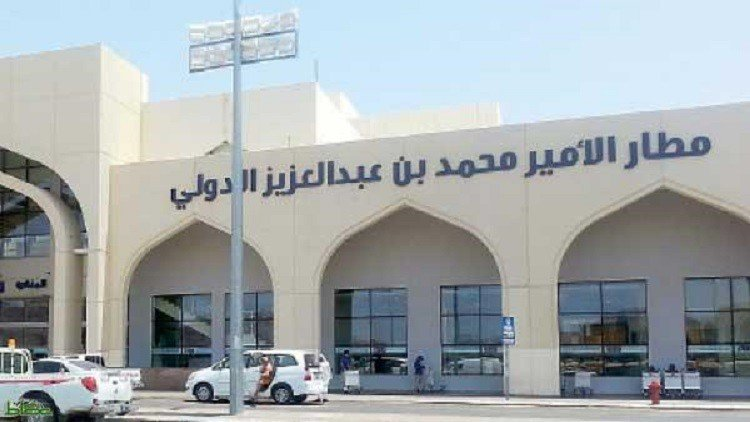
مطار المدينة المنورة (مطار الأمير محمد بن عبدالعزيز)

وتتكون عناصر المرحلة الثانية لتطوير المطار (2019 ـ 2029) من إنشاء مبنى ركاب جديد بمساحة 172 ألف م2 تقريباً باستخدام جسور تحميل الركاب المتحركة وذلك باستيعاب الزيادة المتوقعة في أعداد الركاب لتصبح 18.4 مليون راكب على النحو التالي: (2.8 مليون حاج، 10.4 ملايين معتمر، 5.2 ملايين راكب دولي وداخلي)، وإنشاء 10 جسور متحركة للركاب وربطها بصالات السفر، وإنشاء ممرات الطائرات، وإنشاء ساحة مواقف للطائرات، 10 مواقف بعيدة عن الصالات، وإنشاء صالة الحجاج الخارجية (الحج بلازا) وربطها بجسور تحميل للصالات الرئيسية للحجاج والمعتمرين الدولية.

### المرحلة الثالثة
أما عناصر المرحلة الثالثة لتطوير المطار (2029 ـ 2039) فتتكون من إنشاء مبنى ركاب جديد بمساحة 84 ألف م2 تقريباً باستخراج جسور تحميل الركاب المتحركة وذلك لاستيعاب الزيادة المتوقعة في أعداد الركاب لتصبح 28.2 مليون راكب على النحو التالي: (3.7 ملايين حاج، 17.8 مليون معتمر، 7.6 ملايين راكب دولي وداخلي). وإنشاء 4 جسور تحميل ركاب متحركة وربطها بصالات السفر وإنشاء ممرات الطائرات، وإنشاء ساحات وقوف للطائرات 13 موقفاً بعيداً عن الصالات.

## وصلات خارجية
- 60 ثانية لإنهاء إجراءات الحجاج بمطار الأمير محمد بن عبد العزيز.